# ハリソン郡 (ミシシッピ州)
ハリソン郡（Harrison County）は、アメリカ合衆国ミシシッピ州の郡である。人口は20万8621人（2020年）。郡庁所在地はビロクシおよびガルフポートである。

## 歴史
この郡は1969年8月のw:Hurricane Camille及び2005年8月のハリケーン・カトリーナの両方で複数の損害を被った。

## 地理
アメリカ合衆国統計局によると、この郡は総面積2,528 km2 (976 mi2) である。このうち1,505 km2 (581 mi2) が陸地で1,023 km2 (395 mi2) が水地域である。総面積の40.48%が水地域となっている。

## 人口動勢
2000年国勢調査で、この郡は人口189,601人、71,538世帯、及び48,574家族が暮らしている。人口密度は126/km2 (326/mi2) である。53/km2 (137/mi2) の平均的な密度に79,636軒の住宅が建っている。この郡の人種的な構成は白人73.15%、アフリカン・アメリカン21.09%、先住民0.45%、アジア2.60%、太平洋諸島系0.09%、その他の人種0.90%、及び混血1.72%である。この人口の2.59%はヒスパニックまたはラテン系である。
この郡内の住民は26.00%が18歳未満の未成年、18歳以上24歳以下が11.10%、25歳以上44歳以下が30.50%、45歳以上64歳以下が21.20%、及び65歳以上が11.10%にわたっている。中央値年齢は34歳である。女性100人ごとに対して男性は99.10人である。18歳以上の女性100人ごとに対して男性は97.50人である。
この郡の世帯ごとの平均的な収入は35,624米ドルであり、家族ごとの平均的な収入は41,445米ドルである。男性は29,867米ドルに対して女性は22,030米ドルの平均的な収入がある。この郡の一人当たりの収入 (per capita income) は18,024米ドルである。人口の14.60%及び家族の11.60%は貧困線以下である。全人口のうち18歳未満の20.70%及び65歳以上の11.30%は貧困線以下の生活を送っている。

## 都市及び町
- ビロクシ (Biloxi)
- ガルフポート (Gulfport)
- ロングビーチ (Long Beach)
- パスクリスチャン (Pass Christian)
- Lyman
- D'Iberville
- Saucier
- Wool Market